# Ballingslövssjön
Ballingslövssjön är en sjö i Hässleholms kommun i Skåne och ingår i Helge ås huvudavrinningsområde. Sjön har en area på 0,369 kvadratkilometer och ligger 40,8 meter över havet. Sjön avvattnas av vattendraget Lilla å. Vid provfiske har bland annat abborre, björkna, braxen och gers fångats i sjön.

## Delavrinningsområde
Ballingslövssjön ingår i det delavrinningsområde (623467-137980) som SMHI kallar för Mynnar i Almaån. Medelhöjden är 70 meter över havet och ytan är 43,87 kvadratkilometer. Det finns ett avrinningsområde uppströms, och räknas det in blir den ackumulerade arean 65,49 kvadratkilometer. Lilla å som avvattnar avrinningsområdet har biflödesordning 3, vilket innebär att vattnet flödar genom totalt 3 vattendrag innan det når havet efter 70 kilometer. Avrinningsområdet består mestadels av skog (52 procent), öppen mark (13 procent) och jordbruk (23 procent). Avrinningsområdet har 1,2 kvadratkilometer vattenytor vilket ger det en sjöprocent på 2,7 procent. Bebyggelsen i området täcker en yta av 2,57 kvadratkilometer eller 6 procent av avrinningsområdet.

## Fisk
Vid provfiske har följande fisk fångats i sjön:
- Abborre
- Björkna
- Braxen
- Gärs
- Gädda
- Löja
- Mört
- Sarv
- Sutare